# Iglesia de San Nicolás (Soria)
La iglesia de San Nicolás de Soria fue una antigua iglesia católica, en estilo románico, ubicada en Soria (España). Fue declarada Bien de Interés Cultural en 1962. De lo que fue durante varios siglos una de las iglesias románicas más emblemáticas de la ciudad de Soria, hoy sólo quedan las ruinas que aún predican la grandiosidad del primitivo templo, dedicado a San Nicolás.

## Historia
Nada se sabe del origen de esta iglesia que aparece citada en el censo de 1270 encargado por Alfonso X el Sabio. La parroquia de San Nicolás presidía la colación de su nombre, ocupando una posición central dentro del panorama de la Soria medieval y aglutinando a buena parte de su población.
En su pórtico se reunía hasta época moderna el linaje de los Salvadores Honderos, mientras que la otra rama del linaje, los Salvadores Someros, celebraba sus juntas en la capilla mayor.

## Descripción

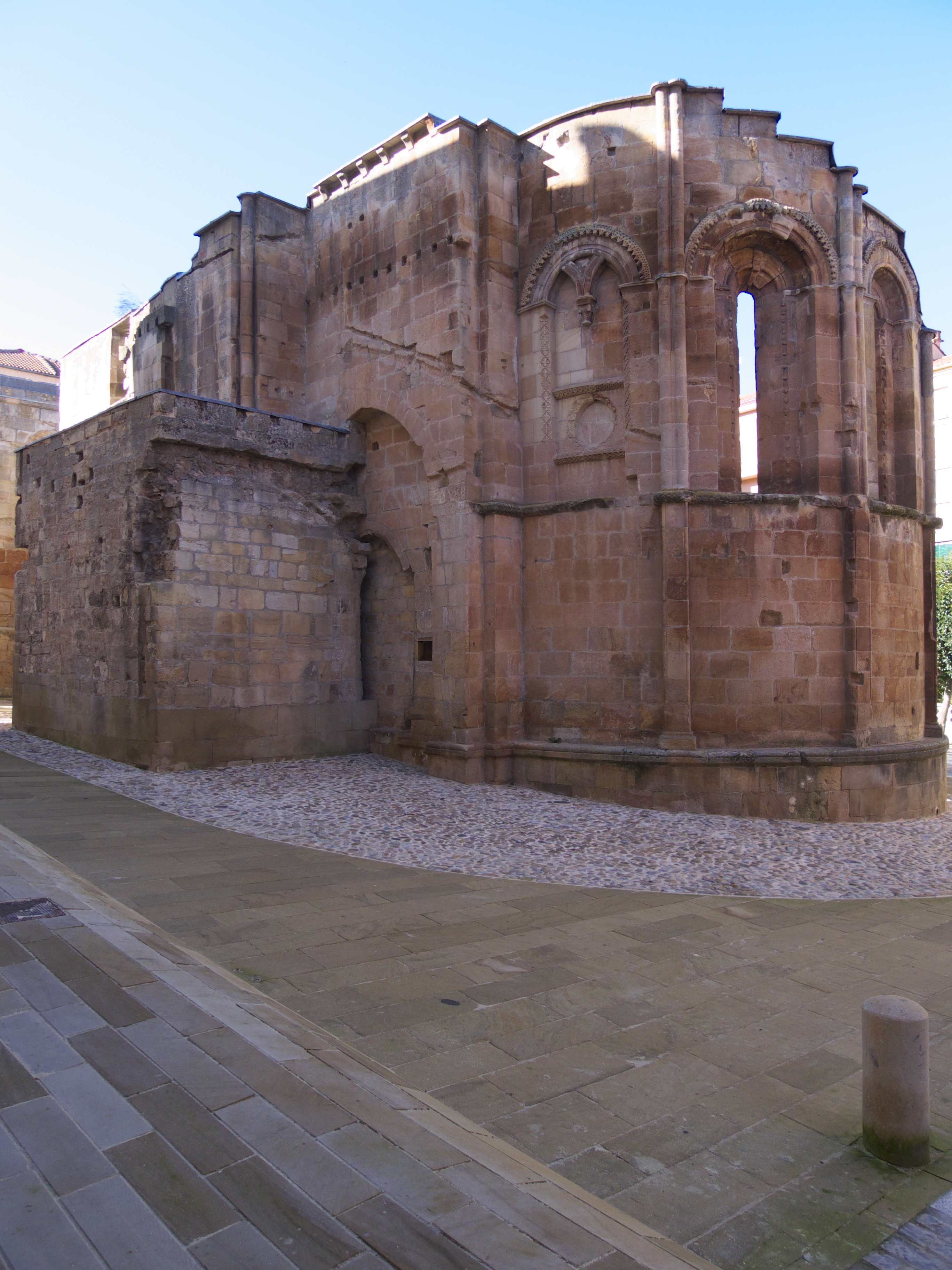
Ábside y muro sur tras las obras de restauración.

Como San Juan de Rabanera, con la que los paralelismos son evidentes, esta de San Nicolás era una iglesia de planta de cruz latina, con cabecera compuesta por desarrollado presbiterio, ábside semicircular y cripta, levantada en buena sillería arenisca. El transepto, del que resta su brazo meridional, se cubría con bóveda de cañón apuntado, de la que restan los arranques. La fachada principal, trasladada al hastial occidental de San Juan de Rabanera, se abría en el muro norte, orientación anómala pero que se explica por dar a la calle Real, una de las principales arterias del entramado urbano medieval. Al muro meridional de la nave se adosa una maciza torre rectangular con acceso desde esta, así como los vestigios de un antiguo pórtico, seguramente posterior a la erección del conjunto y con acceso a la nave mediante dos arcos, uno de medio punto al exterior y apuntado al interior y otro con la arista matada con un bocel y reutilizando dovelas decoradas con puntas de diamante y dos filas de hojitas. Junto al pórtico existen restos de otra estancia hoy condenada y que en época moderna sirvió como baptisterio.

### Interior
El esbelto ábside se alza sobre un basamento rematado en bocel y listel. Se divide al exterior el tambor absidial en cinco calles y dos pisos. Las calles se compartimentan en el piso inferior mediante pilastras lisas con aristas matadas por boceles, como en San Juan de Rabanera, que dan paso en el de ventanas a dobles semicolumnas. Una imposta ornada con tres filas de hojitas apalmetadas separa los dos pisos. En el piso superior se abre el cuerpo de ventanas, ciegas las dos laterales y con vano rasgado de medio punto las tres centrales. A diferencia de San Juan de Rabanera, la ventana central sí se abre en el eje de la iglesia.
La cripta ocupa el espacio de presbiterio y hemiciclo, repitiendo la estructura en planta del edificio superior, con dos tímidos ensanches ante el hemiciclo, a modo de transepto. Se cubría con bóveda de cañón, de la que restan los arranques, sobre una imposta con perfil de caveto saliente con listel, a casi un metro del suelo original. Entre el relleno de la cripta se produjo el hallazgo de una cabecita esculpida que hoy se conserva en el Museo Numantino, quizás procedente de otro frontal de altar.
El tramo recto o presbiterio se cubría con bóveda de cañón apuntada, de la que son visibles los arranques. El paramento interno del mural meridional se articula con haces de columnillas decoradas por capiteles vegetales de hojas lobuladas con nervio central perlado y rematadas por pencas.

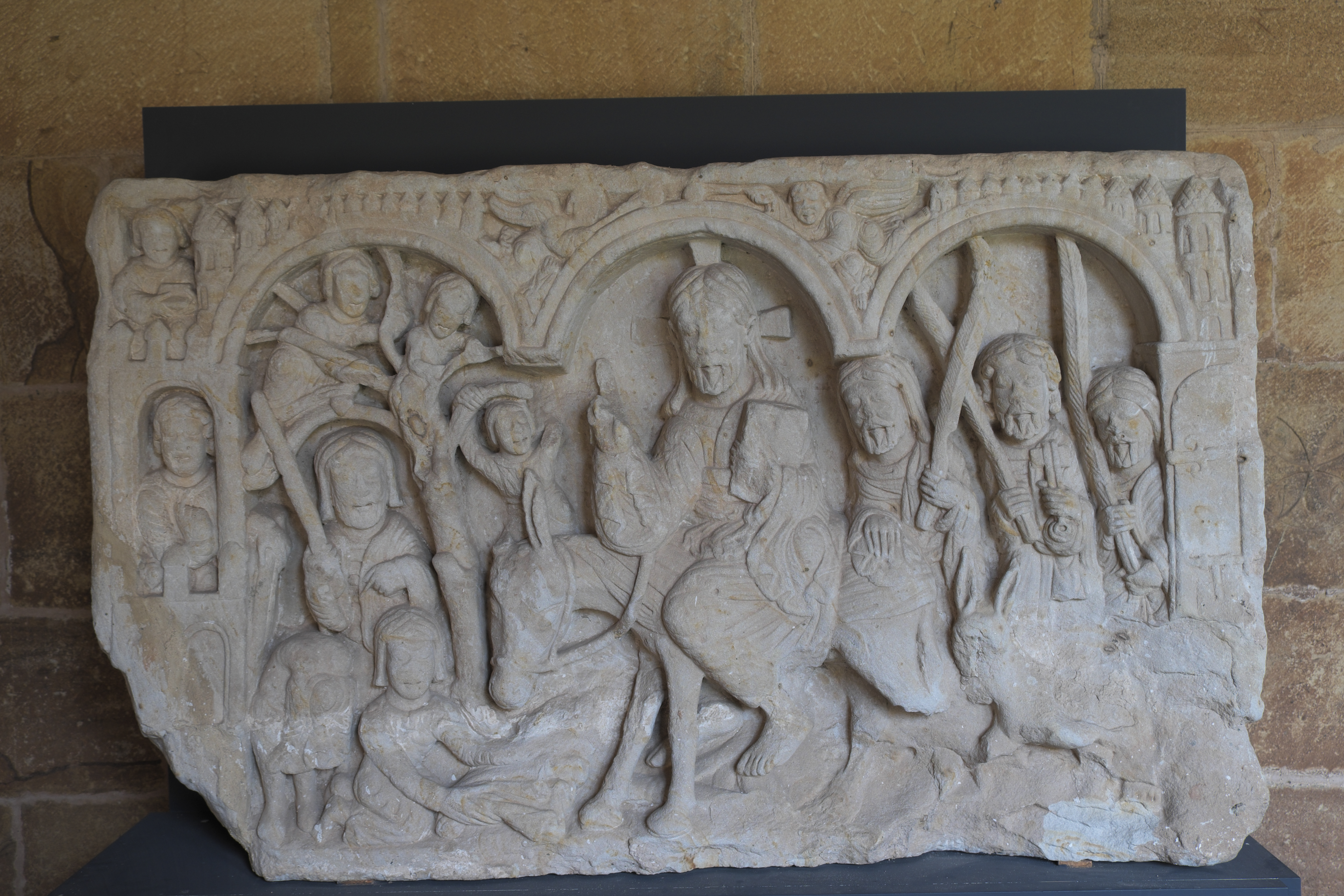
Frontal de altar, hoy en el museo de San Pedro.

Dos capillas se abrieron en los brazos del transepto. La meridional se cubre con una bóveda de crucería cuyos nervios apean en dos ménsulas decoradas con cabezas humanas, una de cabellos ondulados y tocada con una especie de tiara y la derecha con corona rematada por una flor de lis. Estas ménsulas se rematan con cimacios decorados con lises inscritas en cadeneta vegetal. En esta capilla, decorada con pinturas que representan el asesinato del arzobispo de Canterbury, Santo Tomás Becket, por orden de Enrique II de Inglaterra en 1170, se enterró el bachiller Pedro de la Rúa. La capilla septentrional, dedicada a Santa Catalina, fue derribada por orden del vicario en el último cuarto del siglo XVI. En 1933, durante las labores de desescombro de esta capilla, se encontró un frontal románico esculpido, que representa la entrada de Jesús en Jerusalén.
De la nave resta únicamente el muro meridional, con los responsiones con semicolumnas adosadas que delimitan tres tramos desiguales. Interiormente articula sus muros con arcos ciegos de medio punto, uno por tramo. La línea de imposta de la que arrancaba la bóveda de cañón que cubría la nave presenta perfil de nacela. De los dos capiteles que recogías los fajones uno es totalmente irreconocible y en el otro, también muy erosionado, observamos a dos infantes ataviados con túnicas cortas encapuchadas, todo con un fondo vegetal.

### Exterior

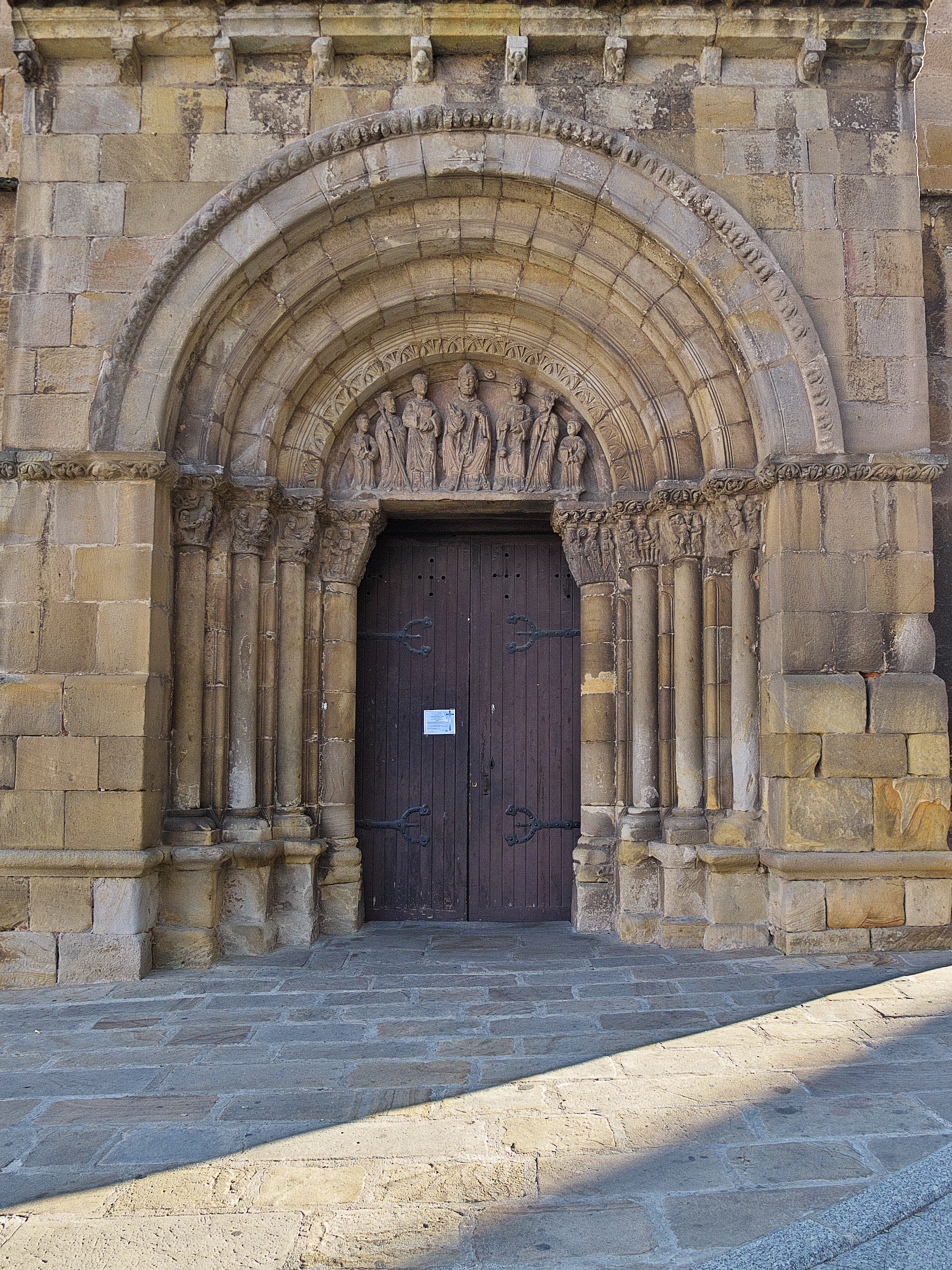
Antigua portada de la iglesia de San Nicolás en su ubicación actual, el imafronte de la iglesia de San Juan de Rabanera.

Al sur del tramo occidental de la nave se alzaba la torre, de planta rectangular y hoy desmochada. Se alza sobre un zócalo liso en resalte con restos de decoración de hojitas. Sobre él, el piso bajo liso, separado del medio por una imposta con perfil de nacela, se cubre el interior con una bóveda de cañón apuntado. El piso medio articula su paramento con tres arcos ciegos de medio punto por frente que acogen tres pequeños arquillos o nichos semicirculares, como en la fachada de Santo Domingo.
Su portada se trasladó en 1908 a los pies de San Juan de Rabanera, coincidiendo con las obras de restauración que se estaban realizando en esta iglesia. Asimismo, se reaprovecharon los sillares del muro sur para reconstruir uno de los hastiales del transepto, ya que se había derribado la Capilla de Palafox adosada a dicho muro.

### Fragmento de tímpano

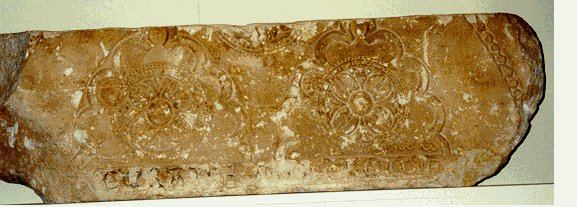
Fragmento de tímpano de San Nicolás conservado actualmente en el lapidario de San Juan de Duero.

En 1970, durante los trabajos de limpieza, se descubrió el tímpano de una portada y actualmente se conserva en el lapidario de San Juan de Duero (Soria). Probablemente corresponde al tímpano de la puerta más oriental del muro sur de la arruinada parroquia soriana. Las dimensiones del fragmento de piedra arenisca conservado es de 106 cm de longitud máxima 15 cm de grosor y 32,5 cm de altura invitan a considerarlo perteneciente a dicho acceso septentrional pues la luz de su vano en su estado actual es de 120 cm. Está decorado con dos arcos polilobulados que acogen rosetas, hay restos de un tercer arco y bajo ellos la inscripción: (obs)CVRAT(us) EST SOL(stitio) ER(a) MCCLX(xvii). La tardía fecha proporcionada por la inscripción representa un límite para la finalización del templo.
La inscripción fragmentaria se refiere a un eclipse solar total ocurrido el 3 de junio de 1239. Se encontró buscando la fecha del eclipse de Sol total que había ocurrido en Soria entre 1222 y 1251. La inscripción habla del año 1277 porque regía el calendario denominado Era hispánica que tenía su origen en la conquista de Hispania por Augusto. La península quedó incorporada en el 716 después de la fundación de Roma, es decir, en el 38 a. C. El calendario se empieza a usar en el siglo VI d. C. y se irá difundiendo por todo el dominio visigodo. Así, cuando nos encontremos un documento fechado en la Era hispánica hay que restar 38 años para hallar el año correspondiente en el calendario juliano.

### Arte mueble
El altar mayor realizado por Gabriel de Pinedo se encuentra actualmente situado en la iglesia de San Francisco, de donde pasó la imagen central al antiguo retablo mayor del Convento de Santa Clara que se encuentra en la concatedral. Igualmente un importantísimo tríptico flamenco procedente de esta iglesia está depositado en el museo de arte sacro de San Pedro.

## Últimas intervenciones

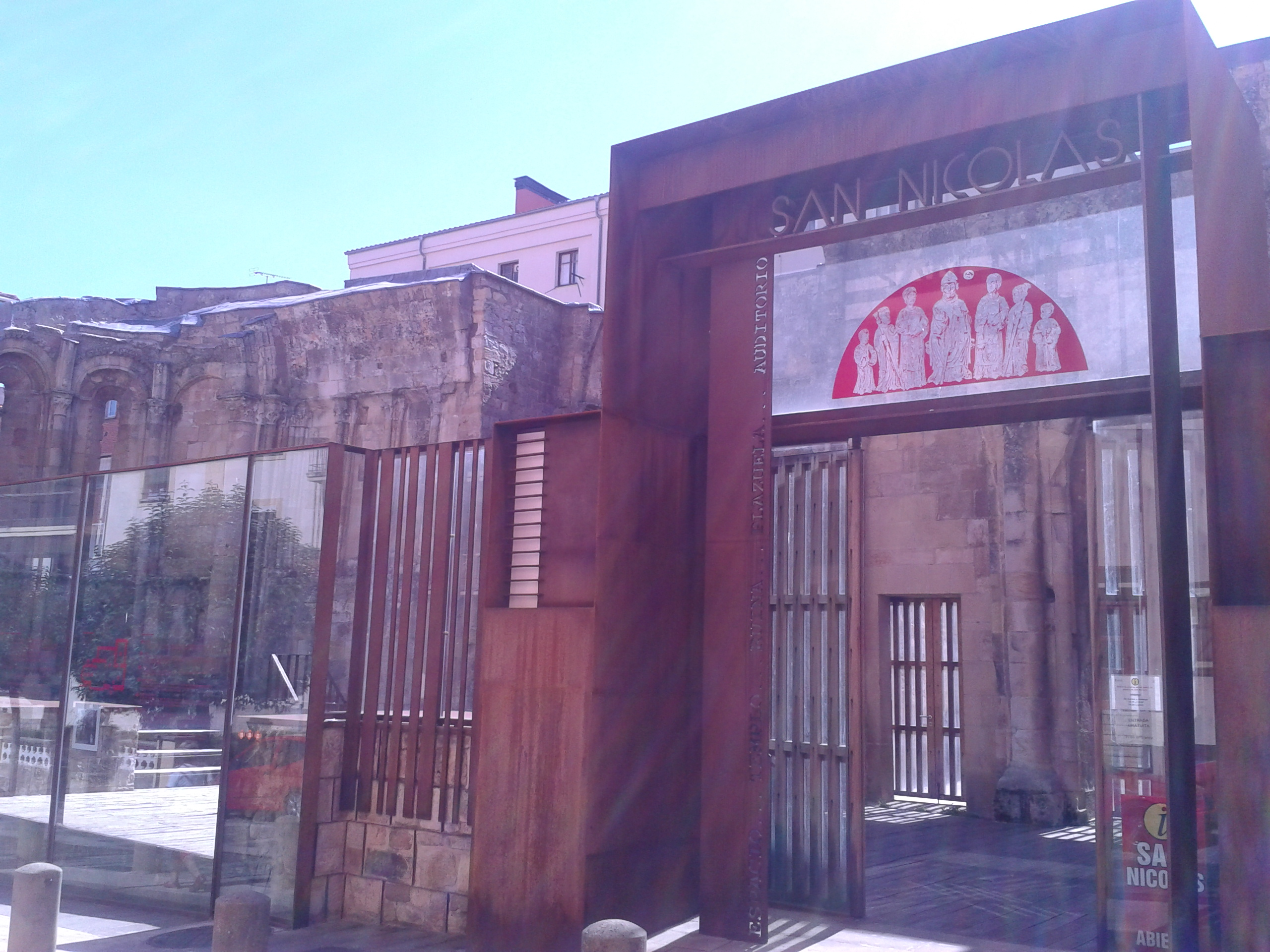
Iglesia de San Nicolás 4

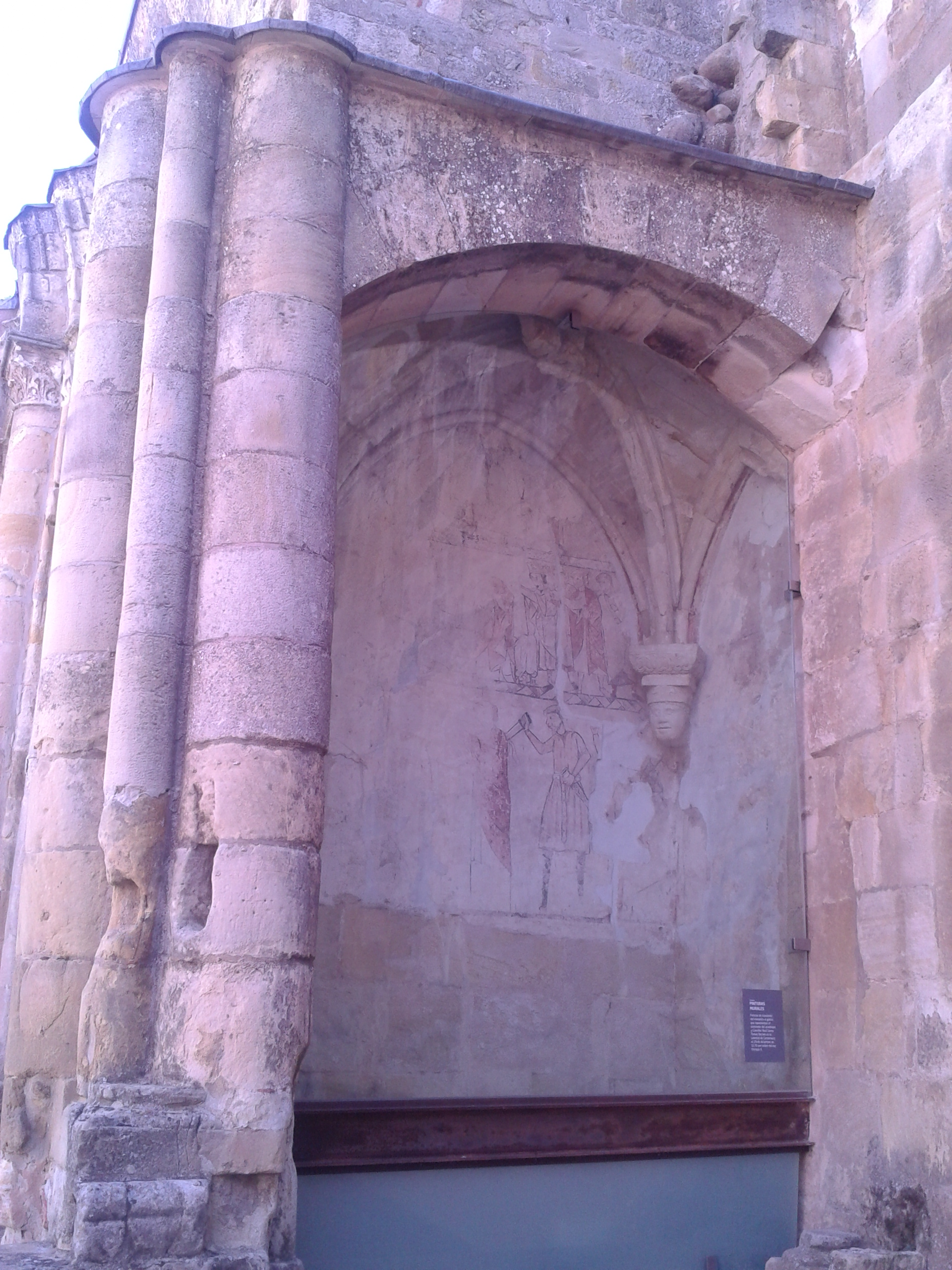
Iglesia de San Nicolás 2